# خلخلة (إيران)
خلخلة هي قرية في مقاطعة ماكو، إيران. يقدر عدد سكانها بـ 493 نسمة بحسب إحصاء 2016.